# Poço das Almas (Jerusalém)

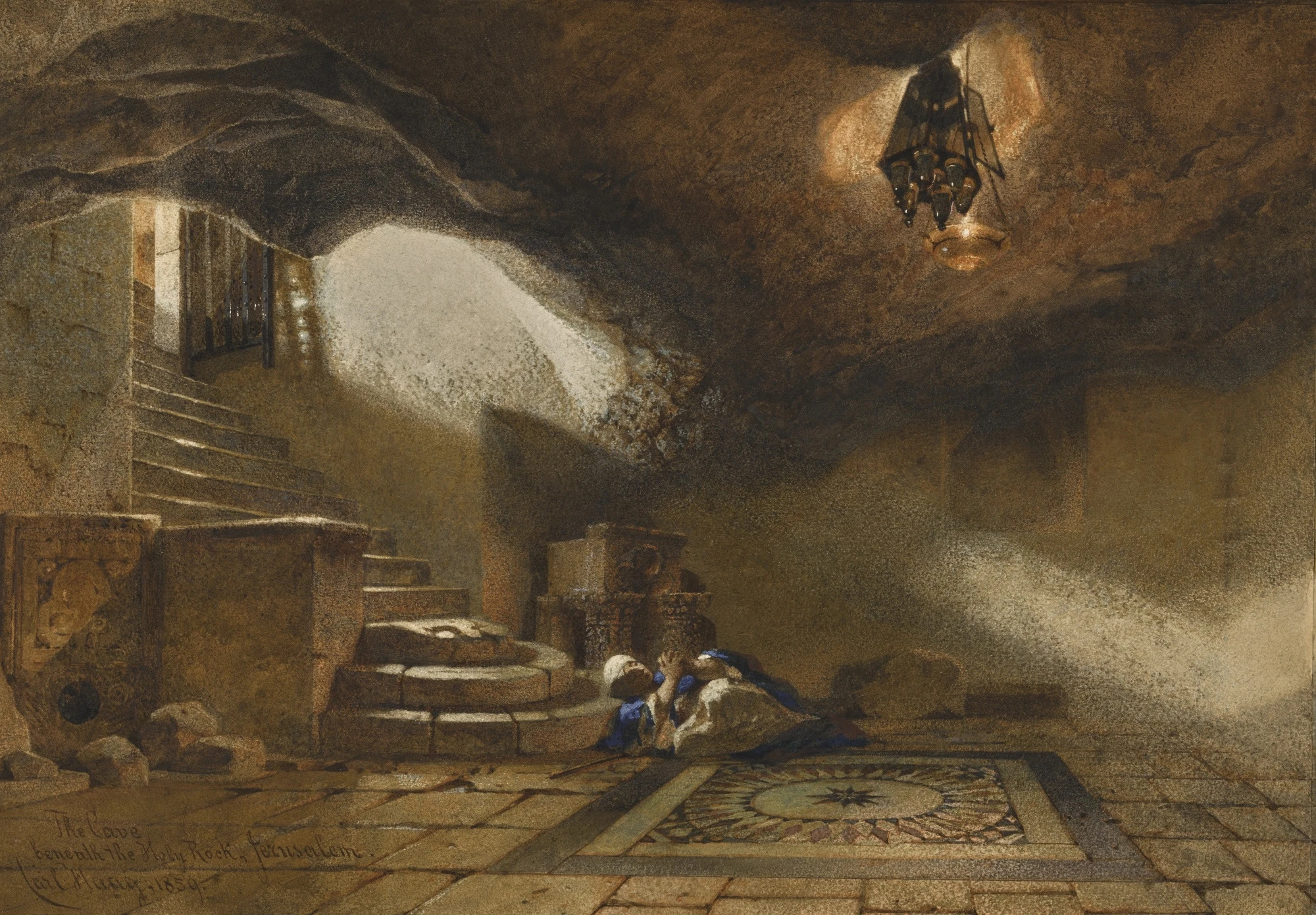
"A Caverna sob a Rocha Sagrada, Jerusalém". Aquarela sobre lápis sobre papel, Carl Haag, 1859

O Poço das Almas (em árabe: بئر الأرواح Biʾr al-Arwaḥ; às vezes traduzido como Caverna dos Espíritos ou Poço dos Espíritos), é uma caverna parcialmente natural e parcialmente artificial localizada dentro da Pedra Fundamental ("Rocha Nobre" no Islã) sob o santuário da Cúpula da Rocha no Monte do Templo, em Jerusalém. Durante o período dos cruzados, era conhecido pelos cristãos como o "Santo dos Santos", referindo-se ao santuário interno do antigo templo judaico, que de acordo com os estudos modernos, provavelmente estava localizado no topo da Pedra Fundamental.
O nome "Poço das Almas" deriva de uma lenda islâmica medieval que neste lugar os espíritos dos mortos podem ser ouvidos aguardando o Dia do Julgamento, embora esta não seja uma visão dominante no islamismo sunita. O nome também foi aplicado a uma depressão no chão desta caverna e a uma câmara hipotética que pode existir abaixo dela.